# 334 aC
El 334 aC va ser un any del calendari romà prejulià. En aquell temps, era conegut com a any del consolat d'Albí i Calví (o, més rarament, any 479 ab urbe condita o de la fundació de la ciutat). L'ús del nom «275 aC» per referir-se a aquest any es remunta a l'alta edat mitjana, quan el sistema Anno Domini va ser el mètode de numeració dels anys més comú a Europa.

## Esdeveniments

### Antiga Grècia
- Alexandre el Gran, confirmat com hegemon de la lliga de Corint, deixa la regència de Macedònia a Antípater i envaeix altre cop l'Àsia Menor. Amb un exèrcit de 12.000 macedonis, 5.000 mercenaris, 5.000 odrisis, tribal·lis i il·liris, 1.000 agrianis i 4.500 genets i 4.500 cavalls, i amb 160 naus (galeres) inicia la guerra creuant els Dardanels per Lampsacos, i travessa el riu Granic. Prop d'allà s'enfronta amb les forces enviades pels sàtrapes de Mísia, Frígia i Lídia en el lloc anomenat Camps Adrastians * Alexandre el Gran s'enfronta amb els perses en la batalla del Granic, on els selèucides resulten vençuts.[2][3]
- Ptolemeu, un dels oficials de l'exèrcit macedònic seleccionat per ser somatofílac (guàrdia personal del rei Alexasndre el Gran) i va trobar la mort durant el setge d'Halicarnàs.[4]

### Antiga Roma
- Aquest any són elegits cònsols a Roma Espuri Postumi Albí i Tit Veturi Calví.[5]
- Els dos cònsols van envair el territori dels sidicins, però van saber que els samnites venien en el seu ajut, i el senat va nomenar un dictador, Publi Corneli Rufí, que tenia com a magister equitum a Marc Antoni. El dictador i el magister equitum van ser obligats a deixar el càrrec a causa d'una falta en els auspicis quan van ser elegits.[6]